# Concours hippique international de Genève
Pour les articles homonymes, voir Concours de Genève.
 (janvier 2025).

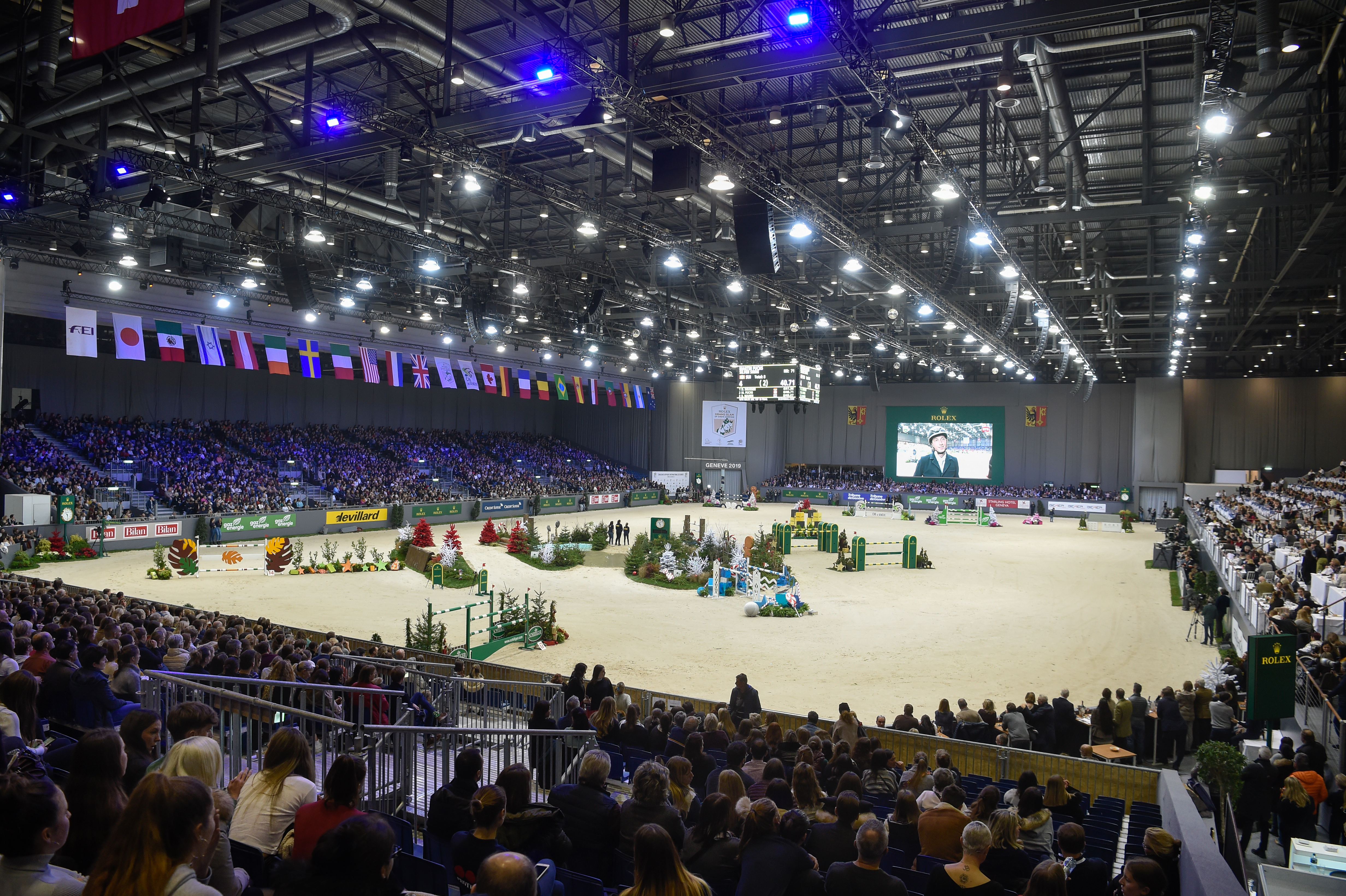
Vue générale de la piste 2019

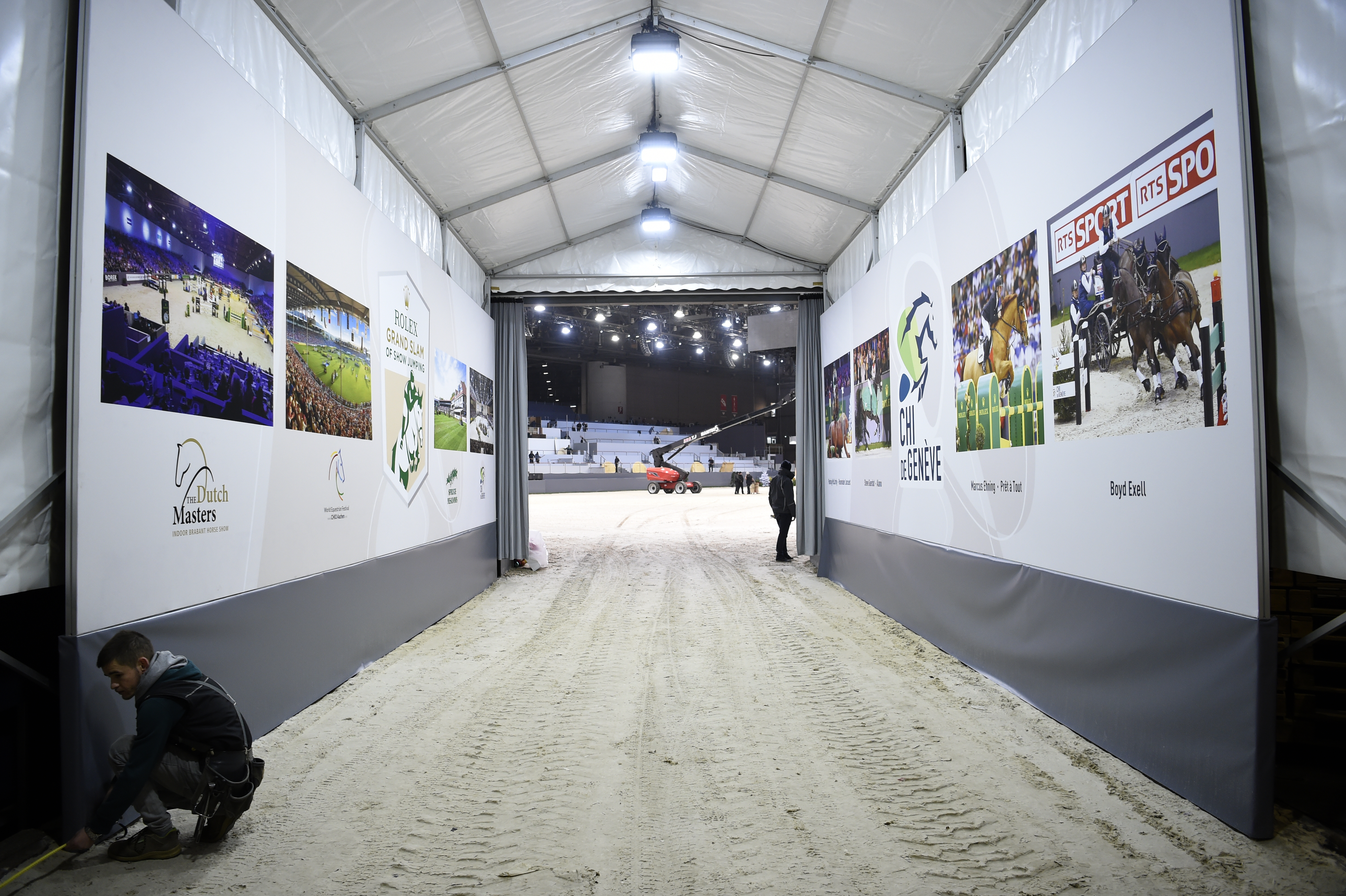
Entrée de piste 2019

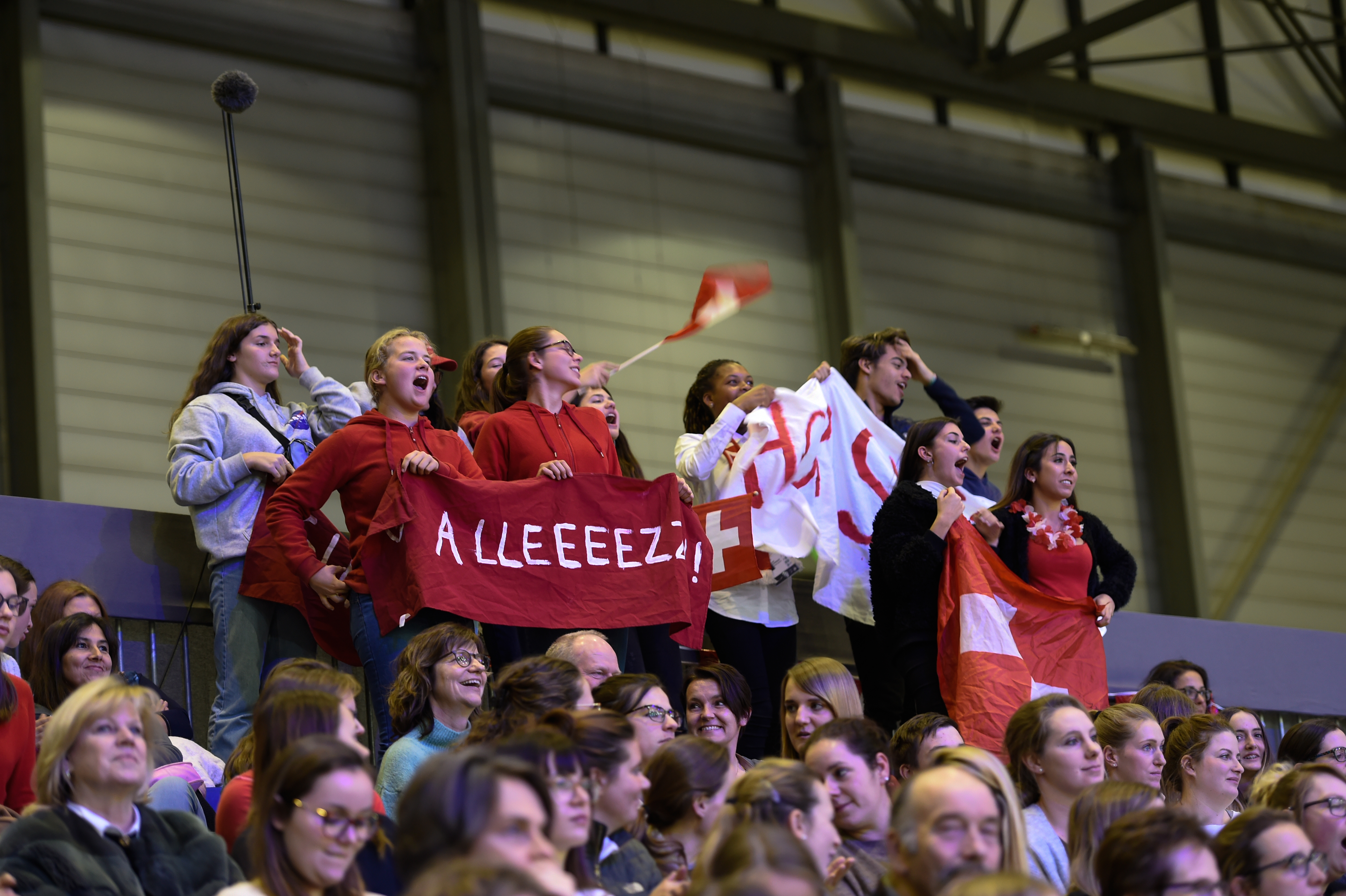
Tribune 2019

Le Concours hippique international de Genève (abrégé CHI de Genève ou CHIG) est un concours international de saut d'obstacles, d'attelage et de cross indoor organisé chaque année en décembre à Palexpo, à Genève (Suisse). Classé CSI 5*, il est l’un des plus prestigieux concours équestres indoor au monde et fait partie du Rolex Grand Slam of Show Jumping.

## Historique
Le Concours hippique international de Genève a été fondé en 1926. Sa première édition, qui s'est tenue au Palais des Expositions, a réuni 85 cavaliers et 158 chevaux. Dès 1927, Genève accueille son premier Prix des Nations, remporté par la Suisse. L'événement gagne rapidement en renommée internationale.
Le concours évolue avec le temps : il est déplacé en 1975 au Centre sportif des Vernets, et rejoint le circuit de la Coupe du Monde FEI en 1979, année où le Britannique Nick Skelton remporte l’étape genevoise.
En 1991, le CHI de Genève s’installe à Palexpo, devenant ainsi un événement indoor d’envergure mondiale. Grâce à une infrastructure offrant la plus grande piste indoor au monde (5'400 m²), il devient l’un des concours les plus spectaculaires du calendrier équestre. Il accueille deux finales de la Coupe du Monde FEI en 1996 et 2010, ainsi que de nombreuses éditions du prestigieux Top 10 Rolex IJRC.
En 2013, le CHI de Genève devient membre fondateur du Rolex Grand Slam of Show Jumping, aux côtés d’Aix-la-Chapelle (Allemagne) et de Calgary (Canada). Ce circuit, rejoint par Bois-le-Duc en 2018, regroupe les concours les plus prestigieux du saut d’obstacles international.
Depuis 2014, le CHI de Genève organise également une épreuve de Cross Indoor, une discipline spectaculaire mêlant obstacles naturels, buttes et franchissement d'un lac dans un environnement fermé.
En 2019, le CHI de Genève a doublement été récompensé par la revue spécialisée "L'année Hippique" : élu pour la 10ème fois meilleur concours de saut d'obstacles indoor au monde et et pour la 1ère fois meilleur concours de Cross Indoor au monde. Ces distinctions sont attribuées sur la base des votes de cavaliers, de journalistes et de personnalités du monde équestre, soulignant la qualité et l'excellence de l'organisation genevoise.
Le CHI de Genève rassemble aujourd'hui plus de 48'000 spectateurs sur 5 jours et mobilise plus de 700 bénévoles. Il est reconnu pour son excellence sportive, son organisation rigoureuse et la chaleur de son accueil.

### Centenaire en 2026
En 2026, le CHI de Genève fêtera ses 100 ans d’existence. Cet anniversaire marquera une étape importante dans l’histoire de l’événement, témoin d’un siècle d’évolution du sport équestre à Genève, et dans le monde. Des festivités et initiatives spéciales sont prévues à cette occasion pour célébrer le passé, le présent et l’avenir du concours.

## Grand Chelem de saut d'obstacles
Le Grand Chelem de saut d’obstacles, appelé Rolex Grand Slam of Show Jumping, est un concept réunissant les quatre Majeurs de la saison équestre que sont :
- Le CHIO d’Aix-la-Chapelle en Allemagne (piste extérieure en herbe)[26]
- Les Spruce Meadows « Masters » de Calgary au Canada (piste extérieure en herbe)[27]
- Le CHI de Genève en Suisse (piste indoor en sable)[28]
- The Dutch Masters de Bois-le-Duc aux Pays-Bas (piste indoor en sable)[29]

Réaliser le Grand Chelem consiste à remporter consécutivement les quatre Grands Prix de ces Majeurs. Scott Brash est le seul cavalier de l'histoire à s'être imposé successivement lors des Majeurs de Genève en décembre 2014, d'Aix-la-Chapelle en mai 2015 et de Calgary en septembre 2015, avec Hello Sanctos.

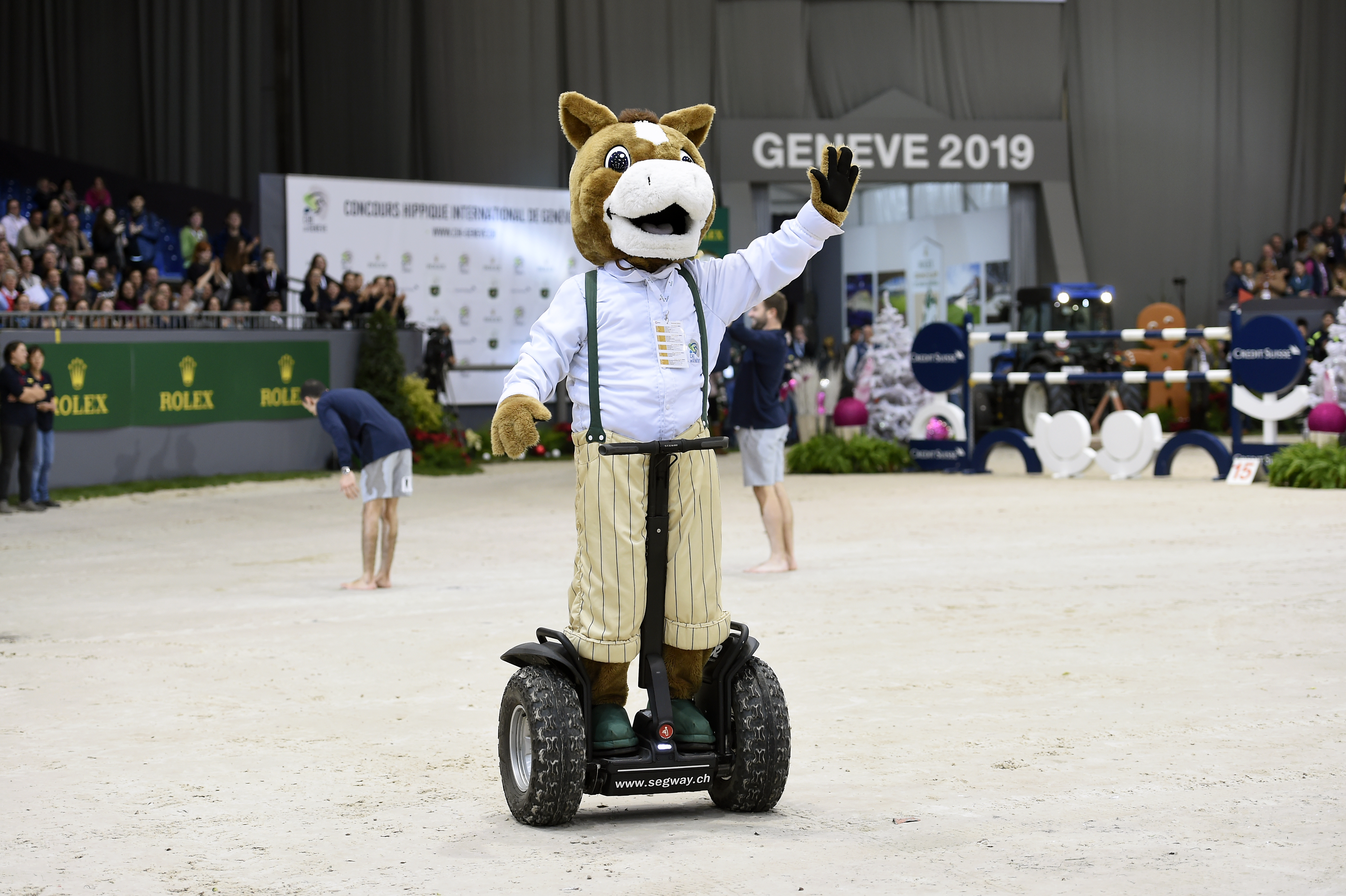
DAGZ la mascotte

## Grand Prix Rolex du CHI de Genève
L'épreuve phare du CHI de Genève est le Grand Prix Rolex, l'une des quatre compétitions du Rolex Grand Slam of Showjumping. Voici le palmarès complet:
| ANNÉE    | CAVALIER (PAYS/NOM) | CAVALIER (PAYS/NOM)                         | CHEVAL                        |
| -------- | ------------------- | ------------------------------------------- | ----------------------------- |
| 1991     | France              | Philippe Rozier                             | Waïti Oscar                   |
| 1992     | Belgique            | Philippe Le Jeune                           | Roby Foulards Shogoun         |
| 1993     | Brésil              | Rodrigo Pessoa                              | Loro Piana Special Envoy      |
| 1994     | Royaume-Uni         | James Fisher                                | Bowriver Queen                |
| 1996 Avr | Autriche            | Hugo Simon (Finale de la Coupe du Monde)    | E.T. FRH                      |
| 1996 Déc | Allemagne           | Lars Nieberg                                | For Pleasure                  |
| 1997     | États-Unis          | Katie Monahan Prudent                       | Belladonna                    |
| 1998     | Irlande             | Trevor Coyle                                | Cruising                      |
| 1999     | Allemagne           | Ludger Beerbaum                             | Champion du Lys               |
| 2000     | Brésil              | Rodrigo Pessoa                              | Gandini Lianos                |
| 2001     | Suède               | Malin Baryard                               | H&M Butterfly Flip            |
| 2002     | Brésil              | Rodrigo Pessoa                              | Baloubet du Rouet             |
| 2003     | Danemark            | Thomas Velin                                | Equest Carnute                |
| 2004     | Brésil              | Rodrigo Pessoa                              | Baloubet du Rouet             |
| 2005     | Autriche            | Thomas Frühmann                             | The Sixth Sense               |
| 2006     | Suisse              | Steve Guerdat                               | Jalisca Solier                |
| 2007     | Allemagne           | Ludger Beerbaum                             | All Inclusive NRW             |
| 2008     | Canada              | Eric Lamaze                                 | Hickstead                     |
| 2010 Avr | Allemagne           | Marcus Ehning (Finale de la Coupe du Monde) | Noltes Küchengirl & Plot Blue |
| 2010 Déc | France              | Kevin Staut                                 | Silvana de Hus                |
| 2011     | Brésil              | Alvaro de Miranda                           | Ad Ashleigh Drossel Dan       |
| 2012     | Australie           | Edwina Tops-Alexander                       | Itôt du Château               |
| 2013     | Suisse              | Steve Guerdat                               | Nino des Buissonnets          |
| 2014     | Royaume-Uni         | Scott Brash                                 | Hello Sanctos                 |
| 2015     | Suisse              | Steve Guerdat                               | Nino des Buissonnets          |
| 2016     | Brésil              | Pedro Veniss                                | Quabri de l'Isle              |
| 2017     | États-Unis          | Kent Farrigton                              | Gazelle                       |
| 2018     | Allemagne           | Marcus Ehning                               | Prêt-à-Tout                   |
| 2019     | Suisse              | Martin Fuchs                                | Clooney 51                    |
| 2021     | Suisse              | Martin Fuchs                                | Leone Jei                     |
| 2022     | États-Unis          | McLain Ward                                 | HH Azur                       |
| 2023     | Allemagne           | Richard Vogel                               | United Touch S                |
| 2024     | 🇳🇱 Pays-Bas         | Harrie Smolders                             | Monaco                        |

## La Finale du Top 10 mondial
La finale du Top 10 mondial Rolex IJRC est née en 2001 au Concours Hippique International de Genève. Les sept premières éditions s'étaient tenues à Genève, le Top 10 avait ensuite voyagé pour se disputer à Bruxelles (2008), Paris (2009 et 2011) et Stockholm (2013). Depuis 2014, la Finale est de retour à Genève où elle célèbrera son 24ème anniversaire avec l'édition 2025. Voici le palmarès complet : 
| ANNÉE | CAVALIER (PAYS/NOM) | CAVALIER (PAYS/NOM)        | CHEVAL                  | LIEU      |
| ----- | ------------------- | -------------------------- | ----------------------- | --------- |
| 2001  | Allemagne           | Ludger Beerbaum            | Goldfever               | Genève    |
| 2002  | Allemagne           | Ludger Beerbaum            | Gladdys S               | Genève    |
| 2003  | Brésil              | Rodrigo Pessoa             | Baloubet du Rouet       | Genève    |
| 2004  | Allemagne           | Meredith Michaels Beerbaum | Shutterfly              | Genève    |
| 2005  | Brésil              | Rodrigo Pessoa             | Baloubet du Rouet       | Genève    |
| 2006  | Allemagne           | Meredith Michaels Beerbaum | Shutterfly              | Genève    |
| 2007  | Irlande             | Jessica Kürten             | Castle Forbes Libertina | Genève    |
| 2008  | France              | Michel Robert              | Kellemoi de Pepita      | Bruxelles |
| 2009  | Allemagne           | Marcus Ehning              | Plot Blue               | Paris     |
| 2010  | Suisse              | Steve Guerdat              | Jalisca Solier          | Genève    |
| 2011  | Irlande             | Billy Twomey               | Tinka's Serenade        | Paris     |
| 2012  | Allemagne           | Christian Ahlmann          | Taloubet Z              | Genève    |
| 2013  | Allemagne           | Daniel Deusser             | Evita van de Veldbalie  | Stockholm |
| 2014  | Royaume-Uni         | Scott Brash                | Hello Sanctos           | Genève    |
| 2015  | États-Unis          | Kent Farrington            | Voyeur                  | Genève    |
| 2016  | Canada              | Eric Lamaze                | Fine Lady 5             | Genève    |
| 2017  | France              | Kevin Staut                | Rêveur de Hurtebise HDC | Genève    |
| 2018  | Suisse              | Steve Guerdat              | Alamo                   | Genève    |
| 2019  | États-Unis          | Kent Farrington            | Austria 2               | Genève    |
| 2021  | Royaume-Uni         | Ben Maher                  | Explosion W             | Genève    |
| 2022  | Suède               | Henrik von Eckermann       | King Edward             | Genève    |
| 2023  | Suisse              | Steve Guerdat              | Venard de Cerisy        | Genève    |
| 2024  | Suisse              | Martin Fuchs               | Leone Jei               | Genève    |

## Le Défi des Champions
Le Défi des Champions présenté par Rolex est une épreuve créée par les organisateurs du Concours Hippique International de Genève. Celle-ci réunit des cavaliers internationaux de saut d'obstacles : les derniers champions olympiques, du monde, d'Europe, vainqueurs de la finale du Top 10 Rolex IJRC et de la Coupe du monde. À ceux-ci s'ajoutent les concurrents qui ont été les plus performants lors du Geneva Classic (jeudi) et du Credit Suisse Grand Prix (vendredi).
| ANNÉE | CAVALIER (PAYS/NOM) | CAVALIER (PAYS/NOM) | CHEVAL     |
| ----- | ------------------- | ------------------- | ---------- |
| 2008  | Suisse              | Steve Guerdat       | Trésor     |
| 2011  | Suisse              | Pius Schwizer       | Ulysse     |
| 2013  | États-Unis          | Kent Farrington     | Blue Angel |

## Coupe du monde d'attelage du CHI de Genève
Depuis 2002, le CHI de Genève accueille l'unique étape suisse de la Coupe du monde d'attelage.
| ANNÉE    | CAVALIER (PAYS/NOM) | CAVALIER (PAYS/NOM)                      |
| -------- | ------------------- | ---------------------------------------- |
| 2002     | Suisse              | Daniel Würgler                           |
| 2005     | Allemagne           | Michael Freund                           |
| 2006     | 🇳🇱 Pays-Bas         | Ijsbrand Chardon                         |
| 2007     | 🇳🇱 Pays-Bas         | Marc Weusthof                            |
| 2008     | Australie           | Boyd Exell                               |
| 2010 Avr | Australie           | Boyd Exell (Finale de la coupe du monde) |
| 2010 Déc | Australie           | Boyd Exell                               |
| 2011     | Australie           | Boyd Exell                               |
| 2012     | Australie           | Boyd Exell                               |
| 2013     | Australie           | Boyd Exell                               |
| 2014     | Australie           | Boyd Exell                               |
| 2015     | Australie           | Boyd Exell                               |
| 2016     | Australie           | Boyd Exell                               |
| 2017     | Australie           | Boyd Exell                               |
| 2018     | Australie           | Boyd Exell                               |
| 2019     | Australie           | Boyd Exell                               |
| 2021     | 🇳🇱 Pays-Bas         | Bram Chardon                             |
| 2022     | 🇳🇱 Pays-Bas         | Bram Chardon                             |
| 2023     | 🇳🇱 Pays-Bas         | Bram Chardon                             |
| 2024     | Australie           | Boyd Exell                               |

## Cross Indoor
Le CHI de Genève est l'unique concours de Suisse à accueillir un Cross Indoor. Cette épreuve, présentée par Rolex, a vu le jour en 2014 à Palexpo. Elle a déjà réuni les cavaliers internationaux. Le parcours d'une longueur de 1000 m se dispute sur deux pistes et est composé de 29 obstacles naturels dont un lac et une butte.
| ANNÉE | CAVALIER (PAYS/NOM) | CAVALIER (PAYS/NOM)        | CHEVAL               |
| ----- | ------------------- | -------------------------- | -------------------- |
| 2014  | France              | Eddy Sans                  | Nankin de la Hurie   |
| 2015  | France              | Sidney Dufresne            | Looping de Buissy    |
| 2016  | France              | Sidney Dufresne            | Looping de Buissy    |
| 2017  | France              | Karim Laghouag             | Punch de l'Esques    |
| 2018  | Irlande             | Padraig McCarthy           | Rosemaber Lancuest   |
| 2019  | Irlande             | Cathal Daniels             | Alcatraz             |
| 2021  | Suisse              | Robin Godel                | Grandeur de Lully CH |
| 2022  | France              | Maxime Livio               | Boleybawn Prince     |
| 2023  | Belgique            | Lara de Liedekerke - Meier | Q-Knock for me       |
| 2024  | Suisse              | Melody Johner              | Toubleu de Rueire    |

## Saut U25
Depuis 2019, le CHI de Genève accueille un CSIU25 pour les jeunes espoirs de moins de 25 ans.
| ANNÉE | CAVALIER (PAYS/NOM) | CAVALIER (PAYS/NOM)                 | CHEVAL                |
| ----- | ------------------- | ----------------------------------- | --------------------- |
| 2019  | États-Unis          | Coco Fath                           | Exotik Sitte          |
| 2021  | 🇪🇸 Espagne          | Alvaro Gonzalez de Zarate Fernandez | Carte de blue PS      |
| 2022  | France              | Alexis Goulet                       | Calla                 |
| 2023  | Irlande             | Seamus Hughes Kennedy               | Cuffesgrange Cavadora |
| 2024  | Belgique            | Jules Van Hoydonck                  | Minte VD Bisschop     |